# Galactia latifolia
Galactia latifolia là một loài thực vật có hoa trong họ Đậu. Loài này được (Baker) Thuan miêu tả khoa học đầu tiên.